# Szklabinya
Szklabinya (szlovákul Sklabiňa) község Szlovákiában, a Zsolnai kerületben, a Turócszentmártoni járásban.

## Fekvése
Turócszentmártontól 8 km-re délkeletre.

## Története
A régészeti leletek tanúsága szerint területén a történelem előtti időkben a puhói kultúra népe élt, de találtak leleteket a 8-9. századból is.
A mai települést 1242-ben „Zklabonya” alakban említik először. Neve a szlovák sklabina (= rés, hasadék) főnévből származik. 1258-ban „Sclabonya”, 1263-ban „Szklabina”, 1266-ban „Sclabonya”, „Sclabina”, 1269-ben „Szklabinya”, „Szklabina”, „Sclabina”, 1309-ben „Sclabana”, 1564-ben „Sclabyna” alakban említik a korabeli források. Szklabinya várához tartozott, uradalmi központ volt, a 16-20. században a Révay család birtoka. 1715-ben 22 háztartás volt a faluban. 1785-ben 87 házában 571 lakos élt.
A 18. század végén Vályi András így ír róla: „SZKLABINKA. Várallya, Podzamka. Népes tót falu Turócz Várm. földes Ura Gr. Révay Uraság, lakosai leginkább evangelikusok, fekszik Szent Helénához nem meszsze, mellynek filiája; 1788-dikban nagyon elégett vala; földgye termékeny, réttye, legelője jó, fája elég, piatza Szent Mártonban, és Mosótzon.”
1828-ban 86 háza és 587 lakosa volt. Lakói mezőgazdasággal, favágással, sáfránytermesztéssel, gyógyolajkészítéssel, juh- és lótenyésztéssel, valamint napszámos munkákkal foglalkoztak. A községben uradalmi sörfőzde, malom és fűrésztelep is működött.
Fényes Elek 1851-ben kiadott geográfiai szótárában így ír a faluról: „Szklabina, tót falu, Thurócz vmegyében, a Jordán patakja mellett: 63 kath., 500 evang. 24 zsidó lak., termékeny jó határral. F. u. a Révay grófok és bárók. Ut. post. Thurócz-Zsámbokrét.”
A trianoni diktátumig Turóc vármegye Turócszentmártoni járásához tartozott.
A második világháború idején a település a partizáncsoportok egyik központja volt.

## Népessége
| Év:            | 1994. | 2004.   | 2014.   | 2024.   |
| -------------- | ----- | ------- | ------- | ------- |
| Emberek száma: | 584   | 608     | 634     | 644     |
| Eltérés:       |       | +4,10 % | +4,27 % | +1,57 % |

| Év:            | 2023. | 2024.   |
| -------------- | ----- | ------- |
| Emberek száma: | 642   | 644     |
| Eltérés:       |       | +0,31 % |

1880-ban 593 lakosából 528 szlovák, 33 német, 10 egyéb anyanyelvű és 22 csecsemő volt.
1910-ben 609-en lakták, ebből 585 szlovák, 6 magyar, 4 német és 14 egyéb nemzetiségű.
2001-ben 626 lakosából 624 szlovák volt.
2011-ben 600 lakosából 576 szlovák.

## Neves személyek
- Itt született 1568-ban Révay Péter, Turóc vármegyei főispán, koronaőr.
- Itt született 1879-ben John D. Hertz magyar származású amerikai üzletember, a Hertz Autókölcsönző létrehozója.
- Itt nevelkedett Szondy György várkapitány.

## Nevezetességei

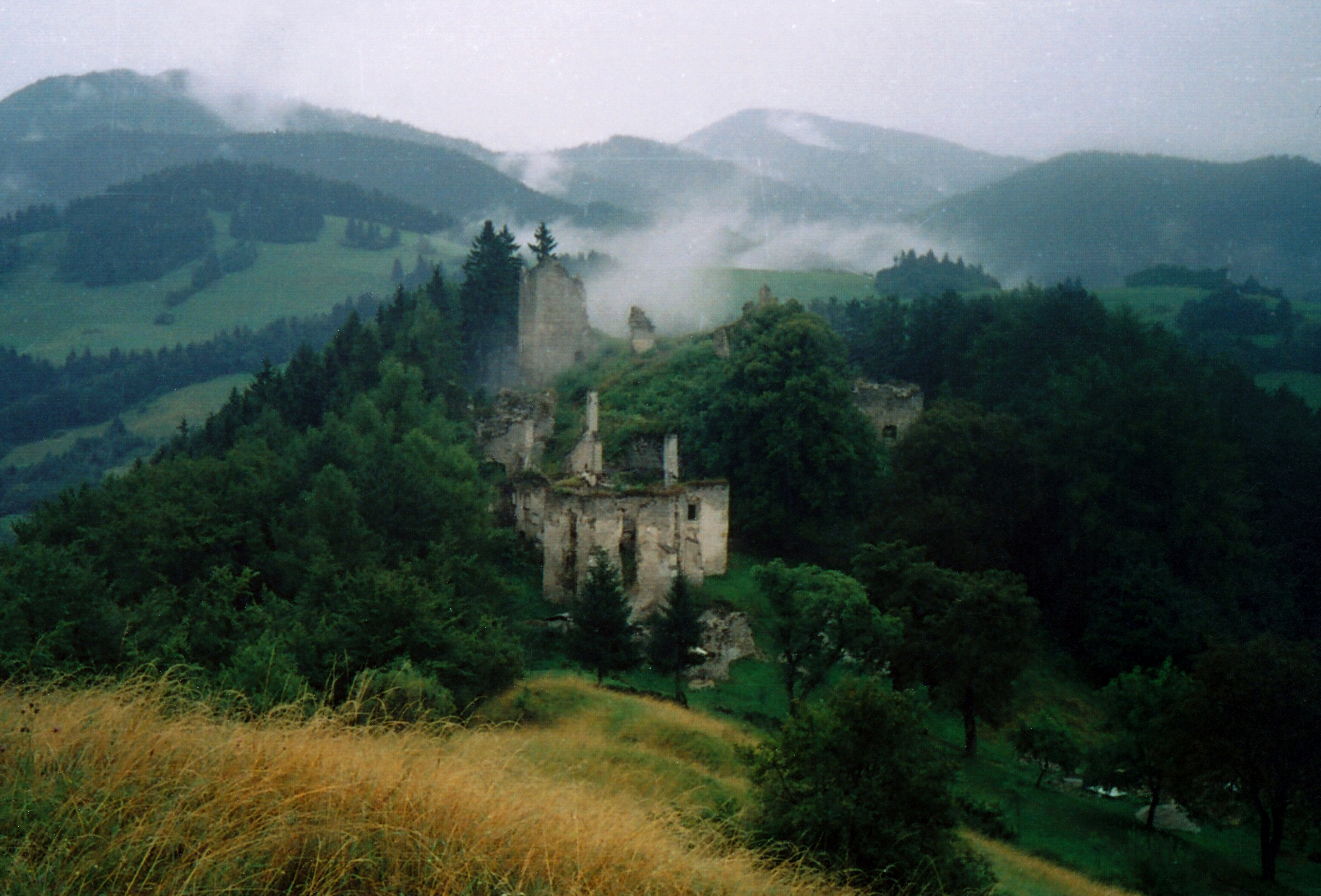
vár
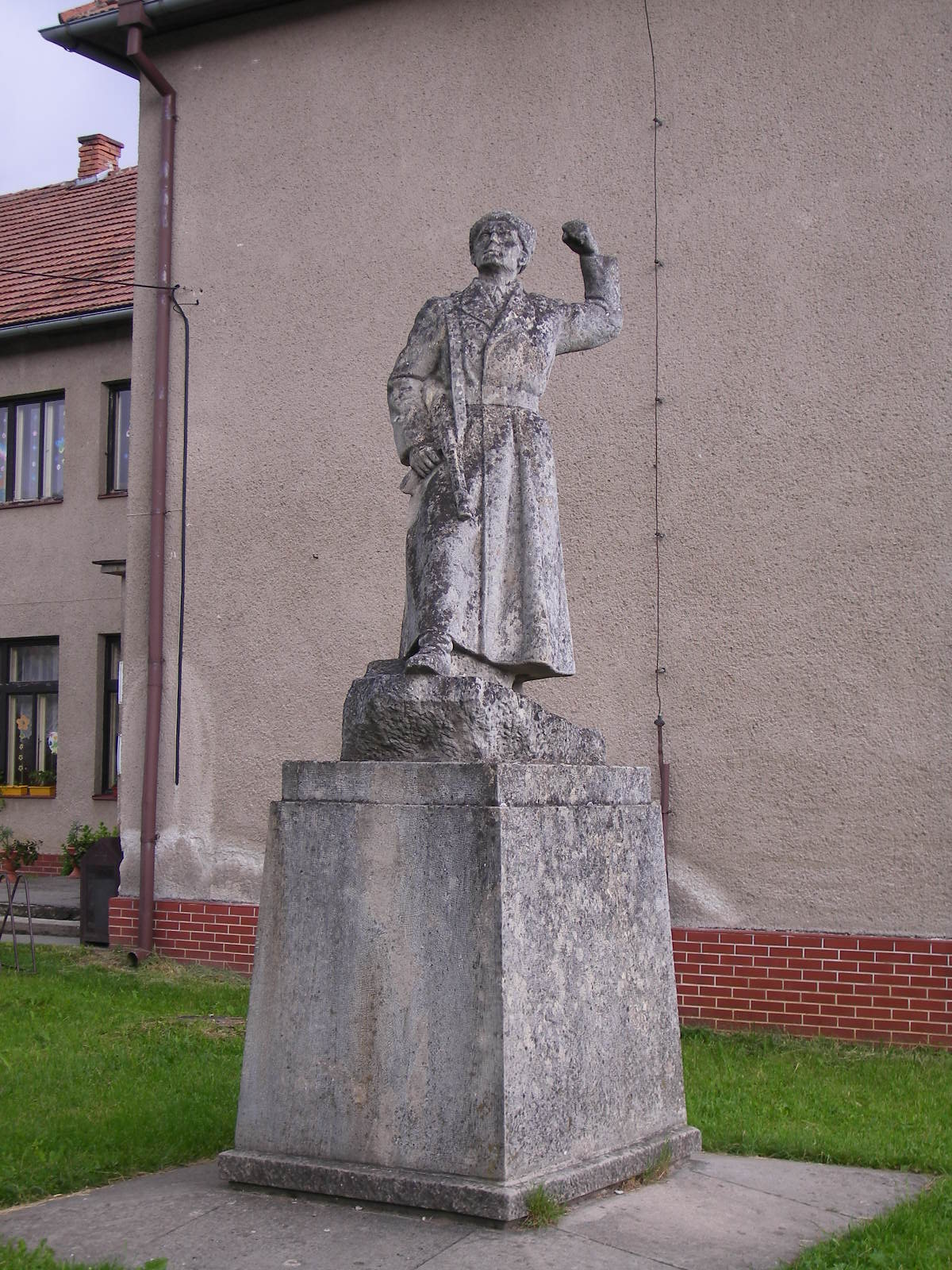
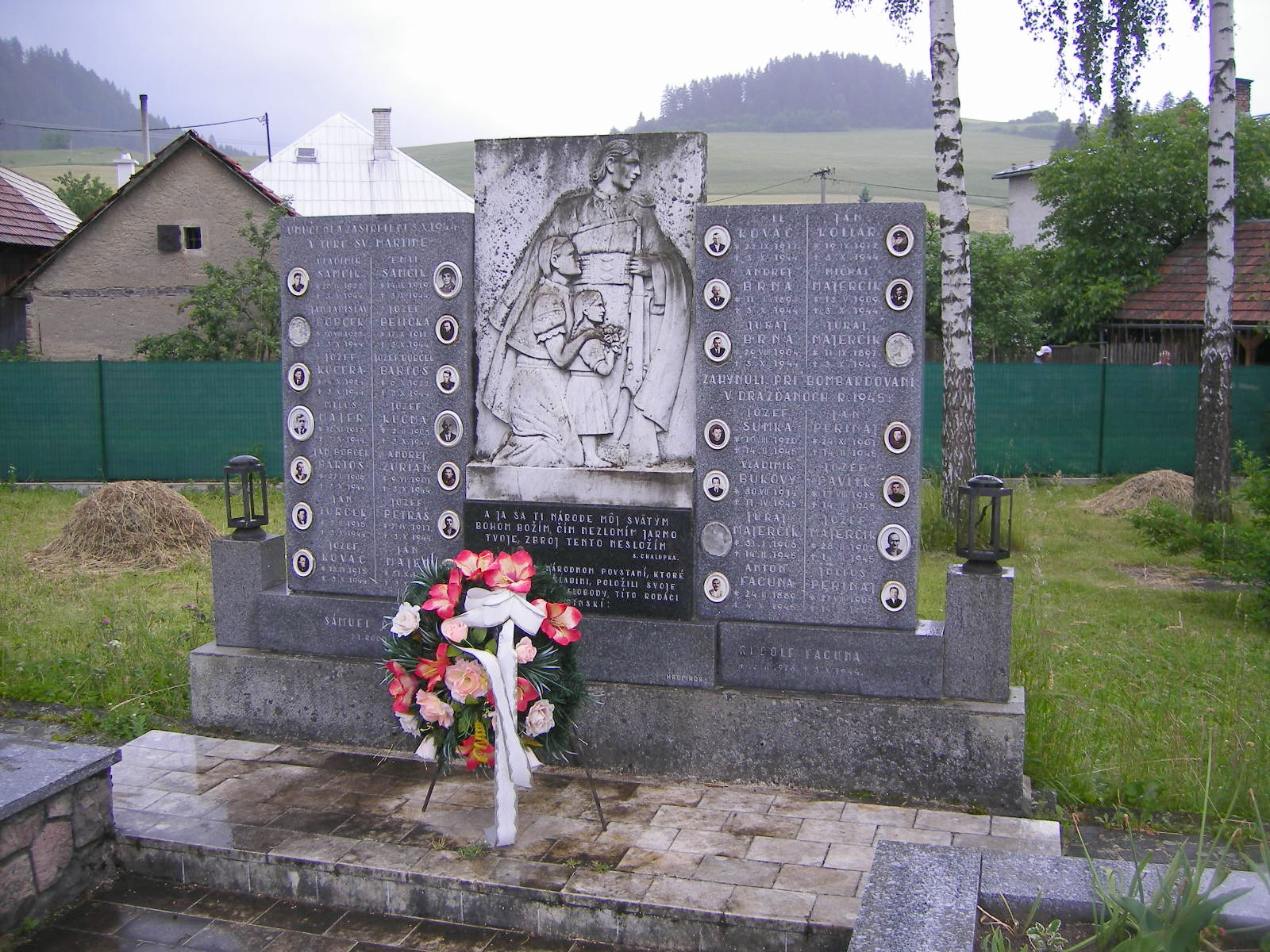
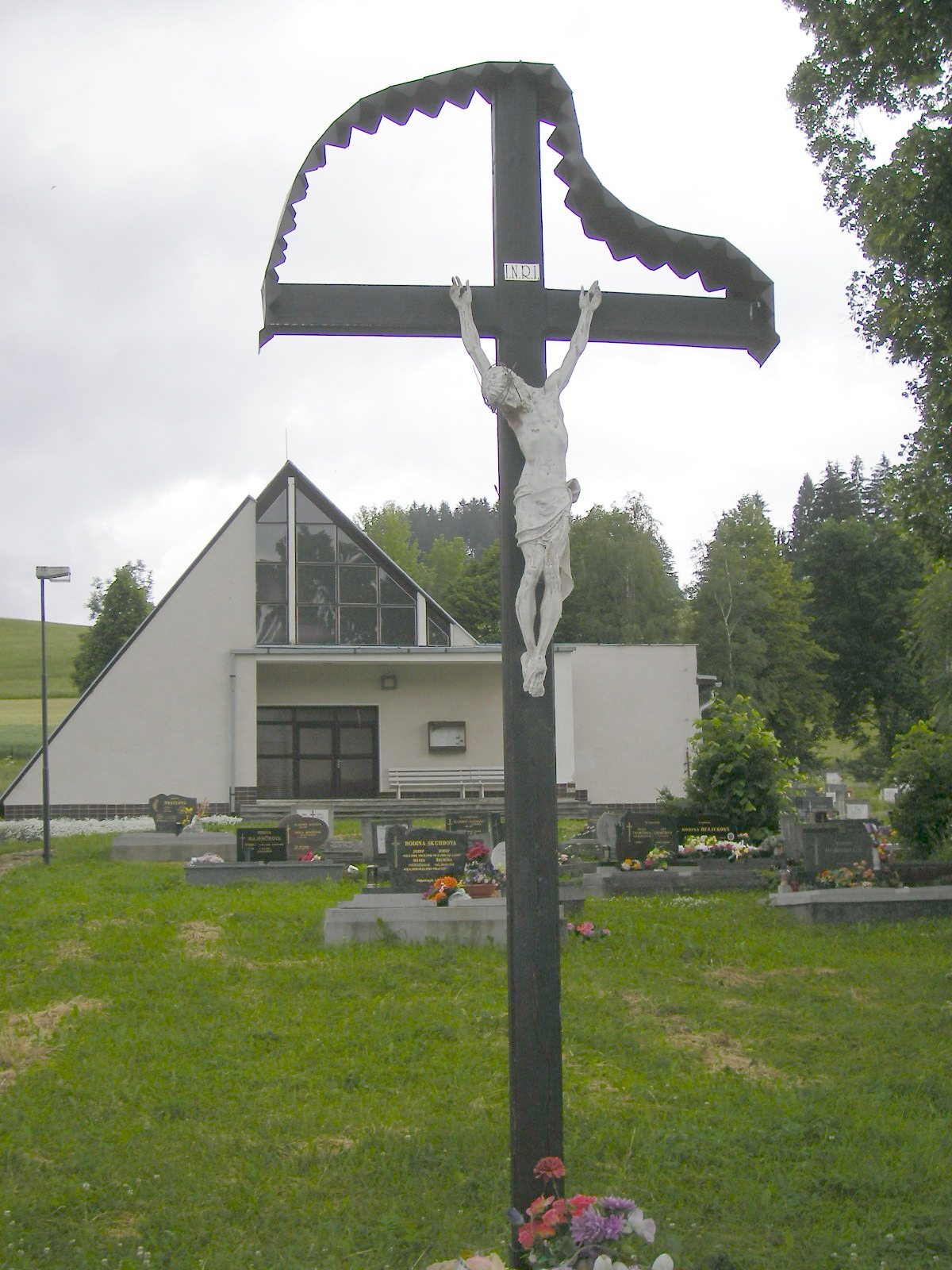
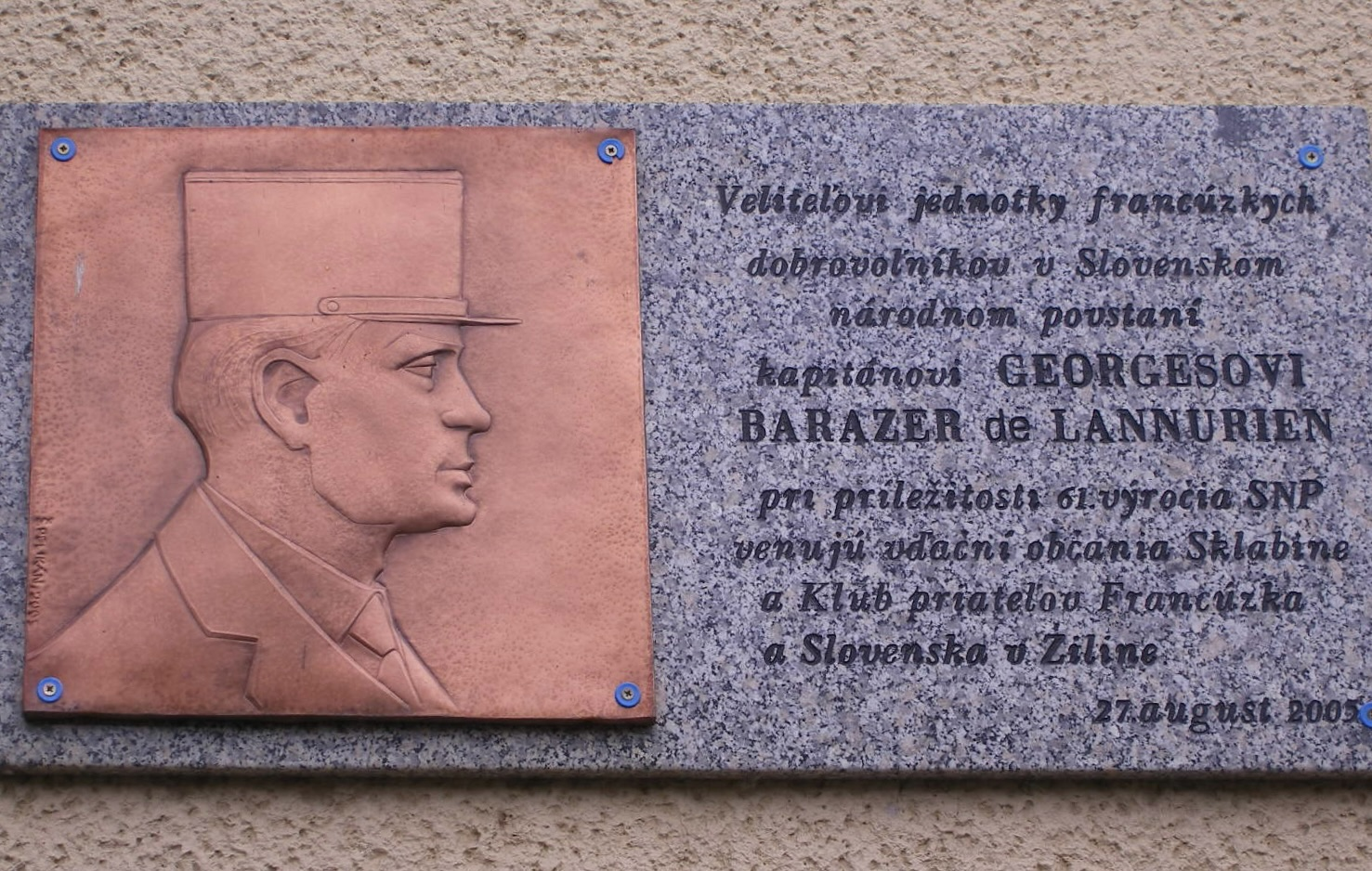
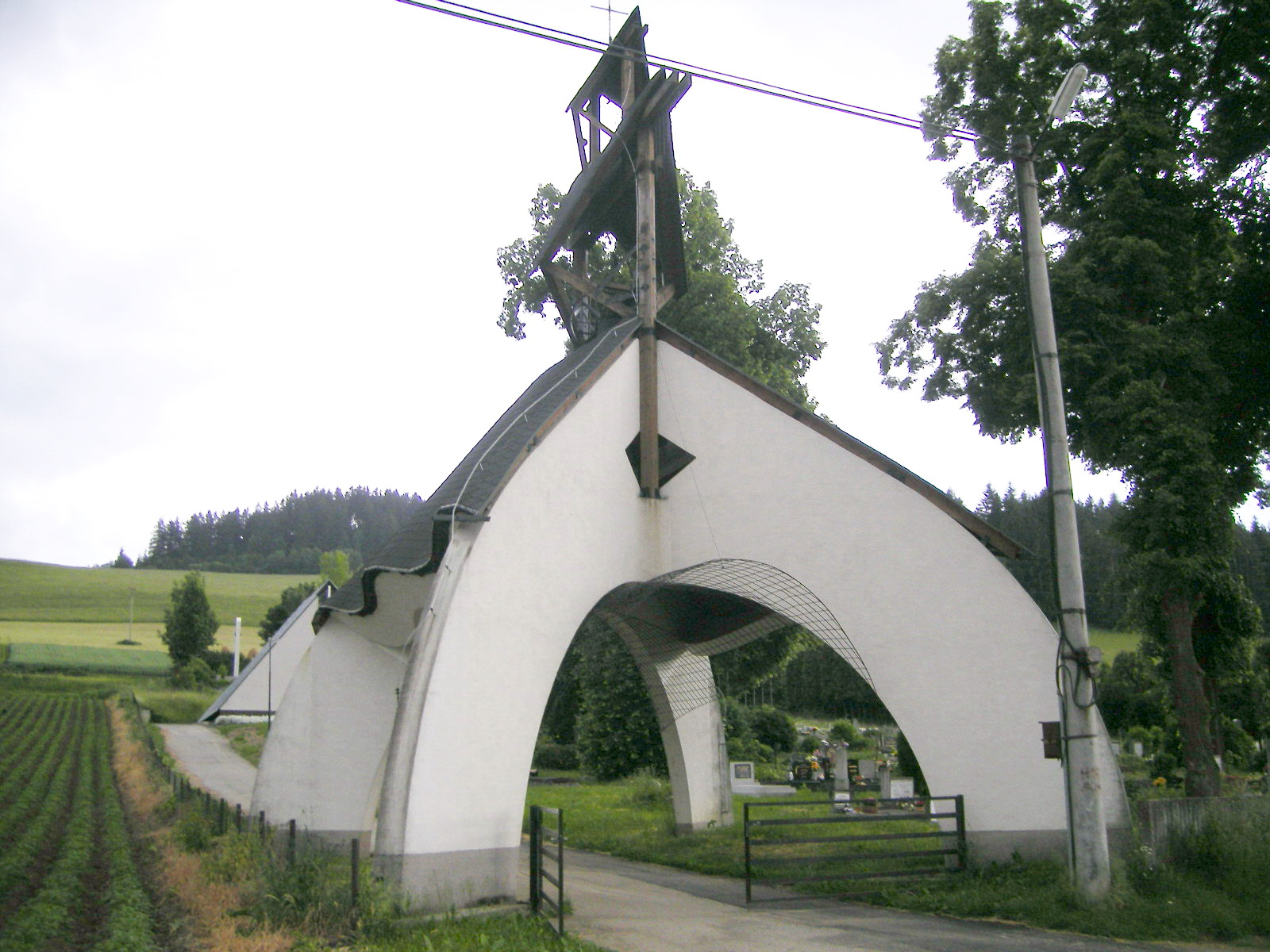

A falutól északra emelkedő hegyen állnak Szklabinya várának romjai, amelyet a 13. század első felében építettek, valószínűleg egy korábbi földvár helyén. 1436-ban a vár leégett. A 16. században a török támadások ellen megerősítették. A 17. században a Révay család reneszánsz várkastéllyá építette át. A 18. század közepéig Turóc vármegye székhelye. A vár a 19. század óta egyre pusztult, amit az tetőzött be, hogy 1944-ben a németek felgyújtották. Azóta rom.
Vályi András szerint: „SZKLABINYA VÁRA. Túrócz Várm. földes Ura Gróf Révay Uraság, a’ kinek alól jeles épűleteivel díszesíttetik. Régi épűletének eredete bizonytalan; kapuja felett 800 eszt. és 3 emberfő vala; 3 részekre van osztva; felső a’ hegynek tetőjén, középső alább, alsó része pedig a’ hegynek allyánál. Nevezetesítik a’ Magyar Királyoknak itten vólt múlatásaik, ’s innen kőltt Kir. Leveleik. Régi bírtokosai külömbfélék valának; Ernest Jánosnak ajándékozván e’ Várat Korvinus MÁTYÁS, elégett vala, és azután Zápolya JÁNOSnak hatalmába jutott. Meglévén pedig a’ békekötés FERDINÁND, és JÁNOS között 1561-ben, az örökös Fő Ispánysággal egygyütt Gr. Révay Uraságnak bírtokába jutott, melly e’ Várat jeles épűletekkel tsinosíttatta. Bél Mátyás így ír e’ híres nagy Nemzetség felől: InCLVta ReVaIDæ stIrpIs antIqVIssIMa, saLVe! E’ Vár szolgáltatott nevet Túrócz Vármegye’ egy Járásának.”

## Külső hivatkozások
- Hivatalos oldal[halott link]
- E-obce.sk Archiválva 2023. július 4-i dátummal a Wayback Machine-ben
- Községinfó
- Szklabinya Szlovákia térképén
- A község a régió információs portálján
- Szklabinya vára a szlovákiai várak honlapján